# Granby (Misuri)
Granby es una ciudad ubicada en el condado de Newton en el estado estadounidense de Misuri. En el Censo de 2010 tenía una población de 2134 habitantes y una densidad poblacional de 186,03 personas por km².

## Geografía
Granby se encuentra ubicada en las coordenadas 36°55′11″N 94°15′45″O / 36.91972, -94.26250. Según la Oficina del Censo de los Estados Unidos, Granby tiene una superficie total de 11.47 km², de la cual 11.46 km² corresponden a tierra firme y (0.11%) 0.01 km² es agua.

## Demografía
Según el censo de 2010, había 2134 personas residiendo en Granby. La densidad de población era de 186,03 hab./km². De los 2134 habitantes, Granby estaba compuesto por el 92.46% blancos, el 0.33% eran afroamericanos, el 2.76% eran amerindios, el 1.08% eran asiáticos, el 0% eran isleños del Pacífico, el 0.61% eran de otras razas y el 2.76% pertenecían a dos o más razas. Del total de la población el 1.69% eran hispanos o latinos de cualquier raza.